# Jamides snelleni
Jamides snelleni is een vlinder uit de familie van de Lycaenidae. De wetenschappelijke naam van de soort is voor het eerst gepubliceerd in 1886 door Julius Röber.
De soort komt voor in Indonesië (Sulawesi).